# Superbike-Weltmeisterschaft 1995
Die Superbike-WM-Saison 1995 war die achte in der Geschichte der FIM-Superbike-Weltmeisterschaft. Bei zwölf Veranstaltungen wurden 24 Rennen ausgetragen.

## Punkteverteilung
Weltmeister wird derjenige Fahrer beziehungsweise der Hersteller, der bis zum Saisonende die meisten Punkte in der Weltmeisterschaft angesammelt hat. Bei der Punkteverteilung werden die Platzierungen im Gesamtergebnis des jeweiligen Rennens berücksichtigt. Die fünfzehn erstplatzierten Fahrer jedes Rennens erhalten Punkte nach folgendem Schema:
| Punkteverteilung | Punkteverteilung | Punkteverteilung | Punkteverteilung | Punkteverteilung | Punkteverteilung | Punkteverteilung | Punkteverteilung | Punkteverteilung | Punkteverteilung | Punkteverteilung | Punkteverteilung | Punkteverteilung | Punkteverteilung | Punkteverteilung | Punkteverteilung |
| ---------------- | ---------------- | ---------------- | ---------------- | ---------------- | ---------------- | ---------------- | ---------------- | ---------------- | ---------------- | ---------------- | ---------------- | ---------------- | ---------------- | ---------------- | ---------------- |
| Platz            | 1                | 2                | 3                | 4                | 5                | 6                | 7                | 8                | 9                | 10               | 11               | 12               | 13               | 14               | 15               |
| Punkte           | 25               | 20               | 16               | 13               | 11               | 10               | 9                | 8                | 7                | 6                | 5                | 4                | 3                | 2                | 1                |

In die Wertung kamen alle erzielten Resultate.

## Wissenswertes
- Der Brite Carl Fogarty konnte sich auf Ducati 916 R seinen zweiten WM-Titel nach 1994 sichern.
- Der Japaner Yasutomo Nagai erlag am 12. September 1995 den schweren Verletzungen, die er sich bei einem Sturz im zweiten Rennen in Assen zugezogen hatte.
- Scott Russell verließ nach der Veranstaltung von Brands Hatch die Superbike-Weltmeisterschaft und wechselte in die 500-cm³-Klasse der Motorrad-Weltmeisterschaft, wo er im Team Lucky Strike Suzuki den zurückgetretenen Kevin Schwantz ersetzte.

## Rennergebnisse
|    | Datum  | Rennen             | Strecke        | Pole-Position  | Lauf | Platz 1             | Platz 2             | Platz 3             | Schn. Rennrunde     |
| -- | ------ | ------------------ | -------------- | -------------- | ---- | ------------------- | ------------------- | ------------------- | ------------------- |
| 1  | 07.05. | Deutschland        | Hockenheim     | Troy Corser    | 1    | Carl Fogarty        | Fabrizio Pirovano   | Jochen Schmid       | Carl Fogarty        |
| 1  | 07.05. | Deutschland        | Hockenheim     | Troy Corser    | 2    | Carl Fogarty        | Jochen Schmid       | Aaron Slight        | Carl Fogarty        |
| 2  | 21.05. | San Marino         | Misano         | Carl Fogarty   | 1    | Mauro Lucchiari     | Carl Fogarty        | Troy Corser         | Mauro Lucchiari     |
| 2  | 21.05. | San Marino         | Misano         | Carl Fogarty   | 2    | Mauro Lucchiari     | Carl Fogarty        | Troy Corser         | Mauro Lucchiari     |
| 3  | 28.05. | Großbritannien     | Donington      | Carl Fogarty   | 1    | Carl Fogarty        | Troy Corser         | Jamie Whitham       | Carl Fogarty        |
| 3  | 28.05. | Großbritannien     | Donington      | Carl Fogarty   | 2    | Carl Fogarty        | Pierfrancesco Chili | Aaron Slight        | Carl Fogarty        |
| 4  | 18.06. | Italien            | Monza          | Aaron Slight   | 1    | Carl Fogarty        | Aaron Slight        | Colin Edwards       | Carl Fogarty        |
| 4  | 18.06. | Italien            | Monza          | Aaron Slight   | 2    | Pierfrancesco Chili | Carl Fogarty        | Aaron Slight        | Pierfrancesco Chili |
| 5  | 25.06. | Spanien            | Albacete       | Troy Corser    | 1    | Aaron Slight        | Carl Fogarty        | Troy Corser         | Pierfrancesco Chili |
| 5  | 25.06. | Spanien            | Albacete       | Troy Corser    | 2    | Carl Fogarty        | Pierfrancesco Chili | Aaron Slight        | Pierfrancesco Chili |
| 6  | 09.07. | Österreich         | Salzburgring   | Yasutomo Nagai | 1    | Carl Fogarty        | Anthony Gobert      | Troy Corser         | Carl Fogarty        |
| 6  | 09.07. | Österreich         | Salzburgring   | Yasutomo Nagai | 2    | Troy Corser         | Carl Fogarty        | Anthony Gobert      | Yasutomo Nagai      |
| 7  | 30.07. | Vereinigte Staaten | Laguna Seca    | Troy Corser    | 1    | Anthony Gobert      | Troy Corser         | Miguel Duhamel      | Troy Corser         |
| 7  | 30.07. | Vereinigte Staaten | Laguna Seca    | Troy Corser    | 2    | Troy Corser         | Anthony Gobert      | Mike Hale           | Troy Corser         |
| 8  | 06.08. | Europa             | Brands Hatch   | Carl Fogarty   | 1    | Carl Fogarty        | Troy Corser         | Anthony Gobert      | Colin Edwards       |
| 8  | 06.08. | Europa             | Brands Hatch   | Carl Fogarty   | 2    | Carl Fogarty        | Colin Edwards       | John Reynolds       | Carl Fogarty        |
| 9  | 27.08. | Japan              | Sugo           | Carl Fogarty   | 1    | Troy Corser         | Aaron Slight        | Yasutomo Nagai      | Takuma Aoki         |
| 9  | 27.08. | Japan              | Sugo           | Carl Fogarty   | 2    | Carl Fogarty        | Yasutomo Nagai      | Katsuaki Fujiwara   | Carl Fogarty        |
| 10 | 10.09. | Niederlande        | Assen          | Troy Corser    | 1    | Carl Fogarty        | Simon Crafar        | Troy Corser         | Pierfrancesco Chili |
| 10 | 10.09. | Niederlande        | Assen          | Troy Corser    | 2    | Carl Fogarty        | Aaron Slight        | John Reynolds       | Carl Fogarty        |
| 11 | 15.10. | Indonesien         | Sentul         | Aaron Slight   | 1    | Carl Fogarty        | Troy Corser         | Aaron Slight        | Troy Corser         |
| 11 | 15.10. | Indonesien         | Sentul         | Aaron Slight   | 2    | Aaron Slight        | Troy Corser         | Pierfrancesco Chili | Aaron Slight        |
| 12 | 29.10. | Australien         | Phillip Island | Anthony Gobert | 1    | Troy Corser         | Aaron Slight        | Simon Crafar        | Aaron Slight        |
| 12 | 29.10. | Australien         | Phillip Island | Anthony Gobert | 2    | Anthony Gobert      | Carl Fogarty        | Troy Corser         | Troy Corser         |

## Fahrerwertung
| 1  | Carl Fogarty         | Ducati   | Ducati Corse Virginio Ferrari   | 478 |
| 2  | Troy Corser          | Ducati   | Promotor Ducati Corse           | 339 |
| 3  | Aaron Slight         | Honda    | Castrol Honda                   | 323 |
| 4  | Anthony Gobert       | Kawasaki | Team Kawasaki - Muzzy           | 222 |
| 5  | Yasutomo Nagai (†)   | Yamaha   | Yamaha World Superbike Team     | 188 |
| 6  | Simon Crafar         | Honda    | Team Rumi                       | 187 |
| 7  | Fabrizio Pirovano    | Ducati   | Team Taurus                     | 178 |
| 8  | Pierfrancesco Chili  | Ducati   | Team Gattolone                  | 167 |
| 9  | Mauro Lucchiari      | Ducati   | Ducati Corse Virginio Ferrari   | 156 |
| 10 | John Reynolds        | Kawasaki | Revé Racing Company             | 155 |
| 11 | Colin Edwards        | Yamaha   | Yamaha World Superbike Team     | 141 |
| 12 | Piergiorgio Bontempi | Kawasaki | Team Kawasaki Italy - Bertocchi | 138 |
| 13 | Andreas Meklau       | Ducati   | Promotor Ducati Corse           | 72  |
| 14 | Jochen Schmid        | Kawasaki | Team Green Kawasaki Deutschland | 71  |
| 15 | Mike Hale            | Honda    | Promotor Rennsport              | 60  |
| 16 | Paolo Casoli         | Yamaha   | Yamaha SDA Belgarda             | 50  |
| 17 | Keiichi Kitagawa     | Kawasaki | Kawasaki Racing Team            | 38  |
| 18 | Scott Russell        | Kawasaki | Team Kawasaki - Muzzy           | 34  |
| 19 | Miguel Duhamel       | Honda    | Smokin’ Joe’s Racing            | 29  |
| 20 | Adrien Morillas      | Ducati   | De Cecco Racing Team            | 28  |
| 21 | Gianmaria Liverani   | Ducati   | Team Gattolone                  | 25  |
| 22 | Jamie Whitham        | Ducati   | Moto Cinelli                    | 24  |
| 23 | Steve Hislop         | Ducati   | Team Devimead Racing            | 21  |
| 24 | Freddie Spencer      | Ducati   | Ducati Corse Virginio Ferrari   | 20  |
|    | Wataru Yoshikawa     | Yamaha   | Yamaha Racing Team              | 20  |
| 26 | Brian Morrison       | Ducati   | Team Rumi                       | 17  |
| 27 | Katsuaki Fujiwara    | Kawasaki | Kawasaki Racing Team            | 16  |
| 28 | Massimo Meregalli    | Yamaha   | Yamaha SDA Belgarda             | 14  |
| 29 | Shawn Giles          | Ducati   | Ducati Dealer Team              | 13  |

| 30 | Norihiko Fujiwara  | Yamaha   | Yamaha Racing Team            | 10 |
| 31 | Takuma Aoki        | Honda    | Team HRC                      | 9  |
|    | David Jefferies    | Kawasaki | Reve Racing Company           | 9  |
| 33 | Kirk McCarthy      | Honda    | Winfield Honda                | 8  |
|    | Satoshi Tsujimoto  | Honda    | Castrol Honda                 | 8  |
| 35 | Peter Goddard      | Suzuki   | Team Shell Suzuki             | 7  |
|    | Tom Kipp           | Yamaha   | Yamaha Motor Corporation      | 7  |
|    | Mat Mladin         | Kawasaki | Reve Racing Company           | 7  |
|    | Pascal Picotte     | Kawasaki | Muzzy Kawasaki                | 7  |
| 39 | Martin Craggill    | Kawasaki | Craggill                      | 6  |
|    | Jean-Yves Mounier  | Ducati   | Sima                          | 6  |
| 41 | Helmut Bradl       | Kawasaki | United Grey Team Bayer Racing | 5  |
|    | Jason McEwen       | Ducati   | Ducati Dealer Team            | 5  |
|    | Akira Ryō          | Kawasaki | Team Hanshin Riding School    | 5  |
|    | Michael Smith      | Ducati   | Fast by Ferracci              | 5  |
|    | Shin’ya Takeishi   | Honda    | Team HRC                      | 5  |
| 46 | Steve Crevier      | Kawasaki | Muzzy Kawasaki                | 4  |
|    | Michele Gallina    | Ducati   | Gallina                       | 4  |
|    | Michael Liedl      | Kawasaki | United Grey Team Bayer Racing | 4  |
|    | Yukio Nukumi       | Ducati   | Team Foundation               | 4  |
| 50 | Robert Baird       | Honda    | Winfield Honda                | 3  |
|    | Yves Briguet       | Honda    | White Endurance Team Motorex  | 3  |
|    | Mile Pajic         | Kawasaki | Vos Oss Kawasaki              | 3  |
|    | Michael Rudroff    | Ducati   | Rallye Sport Racing           | 3  |
| 54 | Ferdinando Di Maso | Ducati   | Classik Bike Team SRL         | 2  |
|    | Edwin Weibel       | Ducati   | DNL Ducati Corse              | 2  |
| 56 | Herbert Kaufmann   | Yamaha   | MD Rennteam                   | 1  |
|    | Matt Llewellyn     | Ducati   | Meakin Building Supplies      | 1  |

## Konstrukteurswertung
| 1 | Ducati   | 580 |
| 2 | Honda    | 361 |
| 3 | Kawasaki | 345 |
| 4 | Yamaha   | 217 |
| 5 | Suzuki   | 7   |